# Ермаково (Рыбинский район)
Ермаково — посёлок, административный центр Волжского сельского поселения Рыбинского района Ярославской области и Волжского сельского округа.
Посёлок стоит на расстоянии около 2 км от окружной дороги Рыбинска, и является первым населённым пунктом по дороге от Рыбинска к Ярославлю. Посёлок удалён примерно на 2 км от правого волжского берега..
В посёлке действует почтовое отделение Ермаково-Первое, которое обслуживает посёлок и ряд окрестных деревень.. В посёлке работает вечерняя школа.

## Население
| 2007 | 2010  |
| ---- | ----- |
| 2120 | ↘1959 |

## История
Посёлок возник на основе существовавшего ранее села, которое стояло на автомобильной дороге Р151 Рыбинск-Тутаев. Традиционная часть, застроенная деревянными избами, в основном сохранилась, а на некотором удалении с северной стороны дороги в 1970-х годах был выстроен современный посёлок с многоквартирными домами (в основном панельными пятиэтажными серии 111-121), предназначенный для работников птицеводческой фабрики «Волжанка».
Село Ермаково было центром Ермаковского сельского совета, который был создан в июне 1954 года в объединением Аксеновского и Краснинского сельских Советов. Решением № 122 исполкома Рыбинского районного Совета от 13 апреля 1959 года Ермаковский сельский совет включен в состав Панфиловского сельского Совета. По решению исполкома Рыбинского районного Совета народных депутатов № 326 от 27.06.86 года путём разделения Октябрьского сельского Совета был образован Волжский сельский совет с административным центром в поселке Ермаково.